# Жива
Жи́ва (Dziva, нем. Siwa) — главное женское божество западнославянской мифологии — в земле полабов, согласно хронике Гельмольда XII века. Наряду со старопольской богиней жизни Zywye — по Яну Длугошу, польскому хронисту XV века, — имя которой родственно имени Живы, воплощает жизненную силу и противостоит мифологическим воплощениям смерти.

## Описание
Гельмольд кратко упоминает богиню Зиву (Siva) как богиню полабов. Изображение этой богини имеются на нескольких довольно схожих рисунках. Наиболее древнее из них помещено в Саксонской хронике Бото. На нём богиня изображена вместе с Прове и Радегастом и рядом на гравюре имеется следующее описание:

Unde de assdodine de heyt de hodde de hende ouer ruggen. In der eynen hant hadde se eynen guelden appel. Unde in der anderivi hant hadde se ein wyn druuelen mil еу?? gronen blade un oere hare hangede oer went in de waden

Зива изображена как обнажённая женщина с плодами в руках; с этого рисунка были сделаны гравюры, которые публиковались в трудах XVIII века. Следует заметить, что так традиционно изображают римскую богиню Цереру. На одной из гравюр у Вестфалена Жива изображена в повозке, в которую впряжены пара голубей и пара лебедей, и на гравюре написано «Krosopani sei Dziva Slavorum».
В Mater Verborum упомянута богиня плодородия Sius, соответствующая римской Церере:

«Хлеб, злаки, зерно либо богиня злаков: Siua».
«Богиня злаков, Церера: Sius»
Оригинальный текст (лат.)"Ceres, fruges, frumentum, vel dea frumenti: siua". "Dea frumenti, Ceres: Sius"

В польском пантеоне Яна Длугоша Живе (Zywye) — бог жизни; в сербо-лужицком пантеоне Абрахама Френцеля фигурирует богиня жизни «Siwa Polon. Zyvvie, Dea vita». Наконец, польско-белорусский автор Мацей Стрыйковский связывает некоего «бога ветра шумящего Живе» и Погоду, «бога ясных и весёлых дней».
В честь Живы назван астероид (140) Жива, открытый в 1874 году.